# Estación Gorostiaga
Gorostiaga es la estación ferroviaria de la localidad homónima, Partido de Chivilcoy, provincia de Buenos Aires, Argentina.
La estación corresponde al Ferrocarril Domingo Faustino Sarmiento de la red ferroviaria argentina y se ubica a 142 km al oeste de la estación Once.

## Servicios
Desde agosto de 2015 no presta servicios de pasajeros. El servicio de Trenes Argentinos Operaciones entre Once y Bragado no cuenta con parada en esta estación.

## Historia
La estación se inaugura en 1866 con el primer servicio de pasajeros del Ferrocarril del Oeste desde la Ciudad de Buenos Aires hasta la Estación Chivilcoy Norte.

### Toponimia
Debe su nombre al antiguo latifundio en donde se asienta la estación, merced de la donación o cesión que realizara la familia Gorostiaga. Estas extensiones de tierras fueron propiedad de la Sra. Bernarda Frías de Gorostiaga, y luego de su fallecimiento, recae la propiedad en sus hijos. El solar donde se instaló la estación ferroviaria, pasó a propiedad de la Sra. Elisa Gorostiaga de Solveyra, tierras que también incluían la actual superficie que ocupa el núcleo poblado, y un segmento de la traza ferroviaria.
Al fallecimiento de Elisa Gorostiaga de Solveyra, las tierras son loteadas y vendidas. La denominación del naciente pueblo, había sido originalmente Villa Santa Elisa, aunque prevaleció en el tiempo la denominación de la estación ferroviaria, que a su vez es en memoria de la histórica familia afincada en suelo chivilcoyano desde mediados del siglo XIX.